# Jamie D. Ramsay
Jamie D. Ramsay (* um 1980), oft im Abspann auch als Jamie Ramsay geführt, ist ein südafrikanischer Kameramann. Er war seit Beginn der 2000er-Jahre an über einem Dutzend Filmproduktionen beteiligt. Preisgekrönt wurde er für seine Arbeit an den Spielfilmen Living – Einmal wirklich leben (2022) und All of Us Strangers (2023). Auch ist er in der Werbebranche aktiv.

## Leben und Karriere
Jamie D. Ramsay wurde von seiner Mutter allein großgezogen. Sie sorgte dafür, dass er eine kurze Karriere als Kinderdarsteller hatte. Unter anderem trat er in Werbespots auf, so zum Beispiel in einem Fernsehwerbespot des Frühstücksflocken-Herstellers Kellogg’s. Dadurch kam Ramsay eigenen Angaben zufolge früh mit dem Filmgeschäft in Kontakt und lernte Filmsets kennen. Gleichzeitig litt er als Kind unter einer leichten Legasthenie, weshalb ihm das Lesen schwerfiel. Umso mehr begeisterte er sich für Bilder, weshalb sein Großvater ihm eine Kamera schenkte. Dieses Ereignis ebnete ihm den Weg zur Fotografie.
Ramsay besuchte eine Filmhochschule und war ab Mitte der 2000er-Jahre an ersten Filmprojekten beteiligt. Er arbeitete unter anderem als „Second Unit Cinematographer“ an Darrell Roodts Spielfilm Cryptid (2006) mit und war als Kameramann der „Documentary Unit“ an Neill Blomkamps Welterfolg District 9 (2009) beteiligt. Mit Roodts preisgekröntem Thriller Lullaby (2008) begann Ramsay seine Karriere als alleinverantwortlicher Kameramann. Zu einer wiederholten Zusammenarbeit kam es dabei mit dem Regisseur Oliver Hermanus, an dessen preisgekrönten Dramen Shirley Adams (2009), Beauty (2011), Moffie (2019) und Living – Einmal wirklich leben (2022) er mitwirkte. Für Moffie erhielt Ramsay eine erste Nominierung für den British Independent Film Award als bester Kameramann.
Die COVID-19-Pandemie mit der folgenden Isolation, dem Tragen von Masken und der sozialen Distanzierung war für Ramsay zunächst entmutigend. Er begreift ein Filmset als „eine extrem intime Umgebung, in der so viel Subtext und Nuancen in Körpersprache und subtilem Gesichtsausdruck existieren“, die mit den Corona-Maßnahmen verloren gingen. In dieser Zeit arbeitete er neben Living an drei weiteren Filmprojekten: Charlotte Colberts Independent-Thriller She Will, Eva Hussons Literaturverfilmung Ein Festtag (beide 2021) und Tom Georges Krimikomödie See How They Run (2022). Während er Husson für ihren „französischen Flair“ und „Extravaganz“ lobte, war Georges Führungsstil mehr auf Disziplin ausgelegt. Zur Farbabstimmung für die Dreharbeiten an einem Film setzt er sich wie bei Ein Festtag früh mit Kostüm-, Szenen- und Maskenbildnern zusammen. Daraufhin erstellt er ein Treatment für den visuellen Ansatz, die seine Herangehensweise an Licht, Bewegung, Farbe und das Gesamtbild der Kameraarbeit detailliert beschreibt („this becomes my Bible“). Während des Drehs greift Ramsay immer wieder darauf zurück.
Für seine Arbeit an Ein Festtag, She Will, Living und See How They Run wurde Ramsay 2021 vom amerikanischen Branchendienst Variety in die Liste seiner „10 Cinematographers to Watch“ aufgenommen. Für Living gewann er beim polnischen Filmfestival Camerimage den Bronzenen Frosch, hinter den später Oscar-nominierten Kollegen Florian Hoffmeister (Tár) und Darius Khondji (Bardo, die erfundene Chronik einer Handvoll Wahrheiten). Lob seitens der Filmkritik erhielt Ramsay auch für seine warme Farbpalette in Andrew Haighs Liebesdrama All of Us Strangers (2023), dass er auf 35-mm-Film bannte. Der britische Regisseur hatte ihm als Vorgabe Ingmar Bergmans Schreie und Flüstern (1972) genannt. Ramsay orientierte sich trotz der unterschiedlichen Genres zusätzlich an Hayao Miyazakis Zeichentrickfilm Chihiros Reise ins Zauberland (2001). Der Lohn war eine erneute Einladung zum Festival Camerimage und sein erster gewonnener British Independent Film Award. „Ich wusste, dass ich den Film in mir spüren konnte. Die Haptik, wie meine Elektrizität durch die Kamera fließt, war wichtiger als alles andere“, so Ramsay über die Arbeit an All of Us Strangers. „Es war mir wichtig, dass die Kameraarbeit und die Kameraführung intim und persönlich sind, und ich wollte vom Objektiven zum Subjektiven übergehen.“
Ramsay wurde unter anderem sehr von dem britischen Kameramann Roger Deakins (No Country for Old Men) beeinflusst. Als Filme, die ihn emotional und technisch inspiriert haben, nannte er neben Schreie und Flüstern, Chihiros Reise ins Zauberland und No Country for Old Men noch Der Junge mit dem Fahrrad (2011) sowie Loveless (2017). Seit seinem fünften Spielfilm ist Ramsay auch als Kameramann in der Werbebranche tätig. Er drehte unter anderem Werbespots für die Autohersteller Audi, BMW, Hyundai, Toyota sowie für Singapore Airlines und den europäischen Fußballverband UEFA. Er ist Mitglied der South African Society of Cinematographers, weshalb er oft mit deren Kürzel „SASC“ aufgeführt wird.

## Filmografie (Auswahl)
- 2008: Lullaby (Kurzfilm) – Regie: Darrell Roodt
- 2008: Triomf – Regie: Michael Raeburn
- 2009: Shirley Adams – Regie: Oliver Hermanus
- 2009: Father Christmas Doesn’t Come Here (Kurzfilm) – Regie: Bheki Sibiya
- 2011: Beauty (Skoonheid) – Regie: Oliver Hermanus
- 2016: Commando (Kurzfilm) – Regie: Robin Goode
- 2019: Beasts (Kurzfilm) – Regie: Sye Allen
- 2019: Moffie – Regie: Oliver Hermanus
- 2020: Noughts + Crosses (Fernsehserie, 3 Folgen)
- 2021: Ein Festtag (Mothering Sunday) – Regie: Eva Husson
- 2021: She Will – Regie: Charlotte Colbert
- 2022: Living – Einmal wirklich leben (Living) – Regie: Olivier Hermanus
- 2022: See How They Run – Regie: Tom George
- 2023: All of Us Strangers – Regie: Andrew Haigh
- 2024: William Tell – Regie: Nick Hamm

## Auszeichnungen
- 2021: Aufnahme in die Liste „Variety’s 10 Cinematographers to Watch“
- 2022: Bronzener Frosch des Festivals Camerimage für Living – Einmal wirklich leben
- 2023: British Independent Film Award für All of Us Strangers